# Graziella Drößler

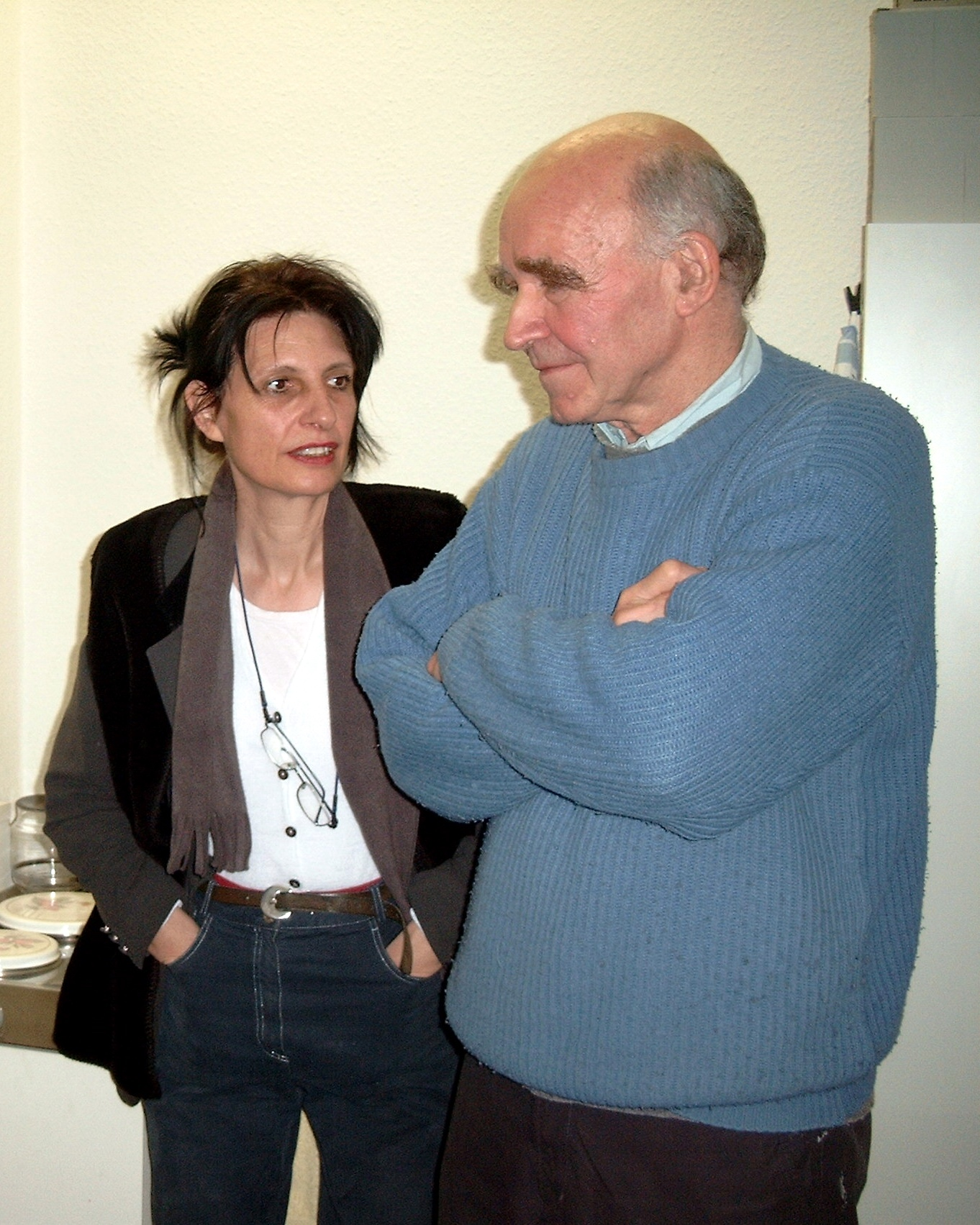
Graziella Drößler und Wolfgang Schmitz bei einer Ausstellung in den Räumen der SPD Wuppertal-Vohwinkel am 7. März 2004

Graziella Drößler (* 6. April 1953 in Niedermarsberg; † 23. Dezember 2023 in Wuppertal) war eine deutsche Malerin.

## Leben
Graziella Drößler studierte von 1973 bis 1981 an der Kunstakademie Düsseldorf bei Lambert Maria Wintersberger, Rolf Sackenheim und Erwin Heerich, der sie als Meisterschülerin betreute. 1981 zog sie nach Wuppertal, wo sie bis zuletzt als freie Künstlerin wirkte. In diesem Jahr übernahm sie auch eine Lehrtätigkeit an der Universität Dortmund. Nach einem Arbeitsbesuch in der Sowjetunion 1987 lehrte sie 1988/1989 an der Universität Witten/Herdecke. 1990 folgte eine Gastprofessur an der Hochschule für Künste Bremen, dem sich 1992/93 ein Lehrauftrag an der Fachhochschule Düsseldorf anschloss.
Zusammen mit ihrem Ehemann, dem Zeichner Wolfgang Schmitz, war sie seit den 1980er Jahren an zahlreichen Einzel- und Gemeinschaftsausstellungen im In- und Ausland beteiligt. 1985 erhielt sie den Förderpreis des Von der Heydt-Kulturpreis der Stadt Wuppertal.

## Auszeichnungen
- 1985: Förderpreis des Von der Heydt-Kulturpreis der Stadt Wuppertal